# Graziosa utopia
Graziosa utopia è il quarto album in studio da solista del cantautore italiano Edda, pubblicato nel 2017.

## Tracce
1. Spaziale
2. Signora
3. Benedicimi
4. Zigulì
5. Brunello
6. Un pensiero d'amore
7. Picchiami
8. La liberazione
9. Arrivederci a Roma
10. Il santo e il capriolo